# Liste der Baudenkmäler in Winzer (Niederbayern)

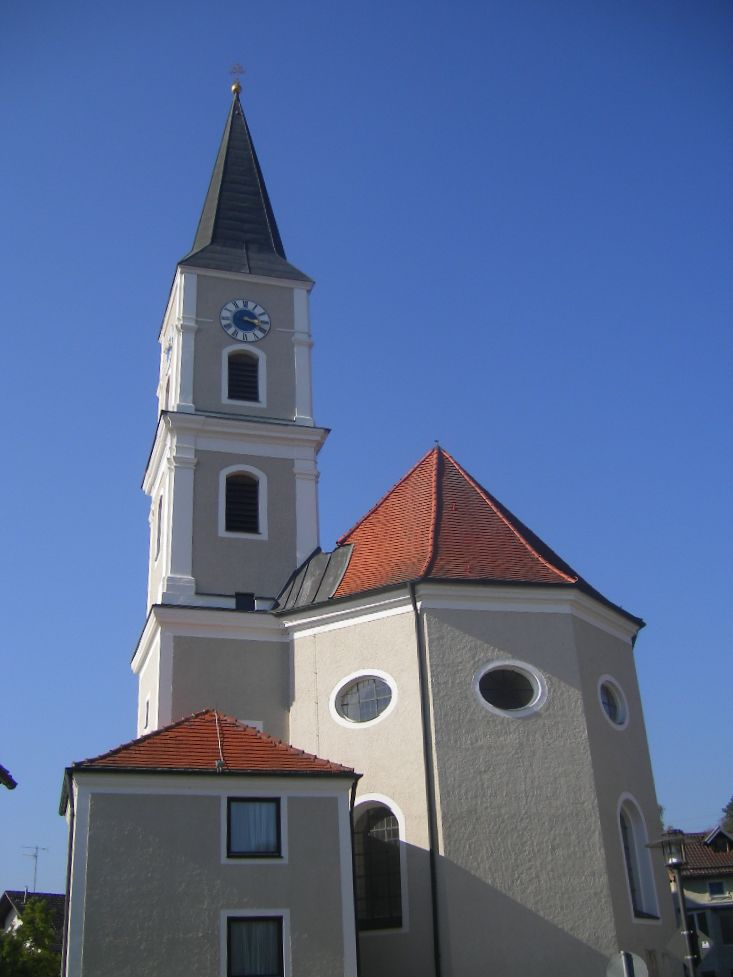
Pfarrkirche St. Georg

Auf dieser Seite sind die Baudenkmäler in dem niederbayerischen Markt Winzer zusammengestellt. Diese Tabelle ist eine Teilliste der Liste der Baudenkmäler in Bayern. Grundlage ist die Bayerische Denkmalliste, die auf Basis des Bayerischen Denkmalschutzgesetzes vom 1. Oktober 1973 erstmals erstellt wurde und seither durch das Bayerische Landesamt für Denkmalpflege geführt wird. Die folgenden Angaben ersetzen nicht die rechtsverbindliche Auskunft der Denkmalschutzbehörde.

## Ensembles

### Ensemble Burgbereich und Marktsiedlung
Das Ensemble umfasst den mittelalterlichen Burgbereich mit der Marktsiedlung am Fuß des Burgberges in den Grenzen ihrer ehemaligen Befestigung.
Der Burgsitz Winzer über dem linken Donau-Ufer, 1005 zuerst genannt, jedoch schon zum älteren Königsgut gehörig, kam 1009 in den Besitz der Bamberger Kirche, die 1252 die Vogteirechte an die Wittelsbacher gab. Die Puchberger, die als Grundherren vom 13. bis zum 16. Jahrhundert auf der Burg saßen, erwirkten 1307 von Herzog Stefan von Niederbayern das Recht zur Anlage eines marktähnlichen Vorhofes südwestlich des Burgberges. Die Marktsiedlung wurde befestigt und mit den Wehranlagen der Burg verbunden. Nach der Zerstörung der Burg 1744 ist zumindest die mittelalterliche Marktbefestigung bis heute noch in Mauerresten erhalten. Die ursprüngliche Bebauung Winzer fiel 1829 einem Brand zum Opfer und wurde mit strengerem Grundriss in spätklassizistischer Weise wiederaufgebaut.
Den schmal-rechteckigen Marktplatz begrenzen zwei geschlossene Zeilen zweigeschossiger, traufseitiger Wohnstallhäuser mit parallel zum First geteilten rückwärtigen Wirtschaftstrakten. Platzzugewandt vermitteln schlicht biedermeierliche Fassaden mit kleinen, nur auf der Nordostseite teilweise erhaltenen Vorgärten kleinstädtisches Gepräge. Die Kopfbauten der Zeilen tragen abgewalmte Dächer. Freistehende Wohnhäuser (Passauer Straße 11, Höllgasse 1 und Ringstraße 2) begrenzen die Schmalseiten des Platzes, dessen Strenge durch zwei Baumzeilen betont wird. Eine dritte, parallel verlaufende Häuserzeile an der Ringstraße mit entsprechenden firstgeteilten Wohnstallbauten folgt der ehemaligen südwestlichen Befestigungsmauer. Die vereinzelt zum Burgberg ansteigende Bebauung verbindet Marktsiedlung und hochragende Burgruine zu einem eindrucksvollen Ortsbild.
Aktennummer: E-2-71-153-1

## Baudenkmäler nach Ortsteilen

### Winzer
| Lage                                  | Objekt                                                         | Beschreibung | Akten-Nr.     | Bild                                                           |
| ------------------------------------- | -------------------------------------------------------------- | --- | ------------- | -------------------------------------------------------------- |
| Bachstraße 1 (Standort)               | Wohnhaus                                                       | Sogenanntes Ungerhaus, zweigeschossiger Krüppelwalmdachbau mit farbiger Putzgliederung, 18. Jahrhundert | D-2-71-153-5  | Wohnhaus                                                       |
| Bachstraße 4 (Standort)               | Ehemaliges Kooperatorhaus                                      | Zweigeschossiger biedermeierlicher Greddachbau mit Putzgliederung, Mitte 19. Jahrhundert | D-2-71-153-6  | Ehemaliges Kooperatorhaus                                      |
| Burgweg (Standort)                    | Burgruine                                                      | Reste der Ring- und Zwingermauern mit zwei Turmstümpfen an Nord-, West- und Südseite sowie west- und ostseitige Mauerreste zum Markt, im Kern frühmittelalterliche Anlage, Rundbögen Restaurierung 19. Jahrhundert; vergleiche auch Marktbefestigung | D-2-71-153-2  | weitere Bilder                                                 |
| Höllgasse 4 (Standort)                | Stadel                                                         | Natursteinbau mit steilem Halbwalmdach, 18. Jahrhundert, angebaut an Nordwestecke der ehemaligen westlichen Marktmauer; vergleiche Marktbefestigung                                                                                                  | D-2-71-153-11 | BW                                                             |
| Jahnstraße 1 (Standort)               | Kriegergedächtniskapelle                                       | vorne offener Satteldachbau mit hohem, von vier Säulen getragenem Knickgiebel, von Carl Winkler, 1927; mit Ausstattung | D-2-71-153-85 | Kriegergedächtniskapelle                                       |
| Passauer Straße 11 (Standort)         | Gasthaus                                                       | Zweigeschossiger Walmdachbau mit Pilastertor, 18./19. Jahrhundert; Mauerreste der ehemaligen Marktbefestigung; vergleiche Marktbefestigung | D-2-71-153-13 | Gasthaus                                                       |
| Passauer Straße 16 (Standort)         | Marktbefestigung                                               | Westlich und östlich der Burg hinunterziehende Bruchsteinmauern, meist als Rückseite der Anliegerhäuser, teilweise auch freistehend, Anlage mittelalterlich                                                                                          | D-2-71-153-4  | BW                                                             |
| Passauer Straße 52 (Standort)         | Ehemaliges Gerichtsschreiber- und Kastenhaus, bis 1991 Rathaus | zweigeschossiger traufseitiger Krüppelwalmdachbau mit steinernem Renaissanceportal, bezeichnet mit „1562“ | D-2-71-153-19 | Ehemaliges Gerichtsschreiber- und Kastenhaus, bis 1991 Rathaus |
| Passauer Straße 77 (Standort)         | Gasthof Post                                                   | Zweigeschossiger Halbwalmdachbau in Ecklage mit Türgewände aus Granit, bezeichnet mit „1827“ | D-2-71-153-21 | Gasthof Post                                                   |
| Passauer Straße 90 (Standort)         | Katholische Pfarrkirche St. Georg                              | Klassizistischer Saalraum mit südlichem Zeltdachturm, 1804–50; mit Ausstattung | D-2-71-153-1  | weitere Bilder                                                 |
| Pledlstraße 1 (Standort)              | Lagerhaus der ehemaligen Korbfabrik                            | Viergeschossiger Mansarddachbau mit risalitartig vortretendem Stiegenhaus und Spitzturm, nach 1873 | D-2-71-153-22 | Lagerhaus der ehemaligen Korbfabrik                            |
| Ringstraße 4 (Standort)               | Ehemaliges Bauernhaus                                          | Zweigeschossiger Halbwalmdachbau in Ecklage mit Traufseitschrot und Putzgliederung, um 1840 | D-2-71-153-25 | BW                                                             |
| Schwanenkirchener Straße 2 (Standort) | Ehemaliger Pfleggerichtshof, jetzt Rathaus                     | zweigeschossiger Halbwalmdachbau in Ecklage mit Ortganggesims, nach 1744 | D-2-71-153-26 | weitere Bilder                                                 |
| Schwanenkirchener Straße 2 (Standort) | Kriegerdenkmal                                                 | Steinerner Obelisk auf Sockel, nach 1871 | D-2-71-153-20 | Kriegerdenkmal                                                 |

### Aichet
| Lage                   | Objekt                | Beschreibung | Akten-Nr.     | Bild       |
| ---------------------- | --------------------- | --- | ------------- | ---------- |
| Aichet 2 (Standort)    | Hofkapelle            | Satteldachbau mit Putzgliederung, wohl zweites Viertel 19. Jahrhundert; mit Ausstattung                                       | D-2-71-153-27 | Hofkapelle |
| Binderwörth (Standort) | Schöpfwerk Auterwörth | Erdgeschossiger, symmetrisch aufgefasster Massivbau mit Walmdach, 1952; angrenzende Zulauf- und Ableiteranlagen, gleichzeitig | D-2-71-153-83 | BW         |

### Au
| Lage                    | Objekt                                   | Beschreibung | Akten-Nr.     | Bild           |
| ----------------------- | ---------------------------------------- | --- | ------------- | -------------- |
| Aukapelle 11 (Standort) | Kapelle Maria Hilf, sogenannte Aukapelle | Verputzter Flachsatteldachbau mit Stuckgliederung und Zwiebel-Dachreiter, bezeichnet mit „1839“; mit Ausstattung | D-2-71-153-28 | weitere Bilder |

### Bergham
| Lage                  | Objekt   | Beschreibung | Akten-Nr.     | Bild |
| --------------------- | -------- | --- | ------------- | ---- |
| Bergham 11 (Standort) | Pfarrhof | Gutshofähnliche Vierseitanlage; Pfarrhaus, zweigeschossiger Walmdachbau mit profiliertem Kranzgesims, um 1830, angeschleppter östlicher Anbau später; Ökonomiegebäude, zweigeschossiger Satteldachbau mit Traufschrot, nach 1830; Pferdestall, Flachsatteldachbau mit Putzgliederung und steinernen Fenstereinfassungen, um 1830; Scheune, verputzter doppeltenniger Ziegelsteinbau mit Satteldach, um 1900 | D-2-71-153-29 | BW   |

### Dobl
| Lage              | Objekt                                       | Beschreibung                                                                                      | Akten-Nr.     | Bild |
| ----------------- | -------------------------------------------- | ------------------------------------------------------------------------------------------------- | ------------- | ---- |
| Dobl 8 (Standort) | Burgruine Dobl                               | Reste der Schild- und Zwingermauer, Anfang 13. Jahrhundert                                        | D-2-71-153-31 | BW   |
| Dobl 9 (Standort) | Burg- und Doppelkapelle Zu den 14 Nothelfern | Kleiner romanischer Satteldachbau mit verschobenem Chor, im Kern 13. Jahrhundert; mit Ausstattung | D-2-71-153-32 | BW   |

### Edt
| Lage                 | Objekt                                 | Beschreibung                                                        | Akten-Nr.     | Bild |
| -------------------- | -------------------------------------- | ------------------------------------------------------------------- | ------------- | ---- |
| Edt 1 (Standort)     | Wohnhaus eines ehemaligen Dreiseithofs | Flachsatteldachbau mit Blockbau-Obergeschoss und Kniestock, um 1800 | D-2-71-153-34 | BW   |
| Friedfeld (Standort) | Kapelle                                | Kleiner offener Satteldachbau, 19. Jahrhundert                      | D-2-71-153-33 | BW   |

### Flintsbach
| Lage                                | Objekt                                                | Beschreibung | Akten-Nr.     | Bild                                                  |
| ----------------------------------- | ----------------------------------------------------- | --- | ------------- | ----------------------------------------------------- |
| Ludwig-Thoma-Straße 6 (Standort)    | Wohnstallhaus                                         | Flachsatteldachbau mit Blockbau-Obergeschoss und Traufschrot, erste Hälfte 19. Jahrhundert | D-2-71-153-35 | BW                                                    |
| Museumstraße (Standort)             | Ehemaliges Kalkwerk, seit 1996 Ziegel- und Kalkmuseum | Gemauerter Ringofen mit 14 Kammern unter freistehendem Ständerbau mit gemauertem Schornstein, 1883 | D-2-71-153-38 | Ehemaliges Kalkwerk, seit 1996 Ziegel- und Kalkmuseum |
| Puchberger Straße 6 (Standort)      | Backhaus                                              | Halbwalmdachbau mit farbiger Putzgliederung, erste Hälfte 19. Jahrhundert | D-2-71-153-36 | BW                                                    |
| Puchberger Straße 17, 19 (Standort) | Ehemaliger Amtshof, jetzt Gasthaus                    | Zweigeschossiger stattlicher Walmdachbau mit Putzgliederung, bezeichnet 1727; Kapelle, gotischer Oktogonalraum mit barockem Zwiebel-Dachreiter, 14. Jahrhundert, mit späteren Veränderungen; mit Ausstattung; Stallstadel, massiver Flachsatteldachbau mit Rundbogentoren, bezeichnet mit „1810“ | D-2-71-153-37 | weitere Bilder                                        |

### Gries
| Lage                 | Objekt        | Beschreibung                                                 | Akten-Nr.     | Bild          |
| -------------------- | ------------- | ------------------------------------------------------------ | ------------- | ------------- |
| Gries 1 c (Standort) | Weilerkapelle | Offener Flachsatteldachbau mit Vorraum, Ende 19. Jahrhundert | D-2-71-153-40 | Weilerkapelle |

### Höhenberg
| Lage                    | Objekt    | Beschreibung                                              | Akten-Nr.     | Bild |
| ----------------------- | --------- | --------------------------------------------------------- | ------------- | ---- |
| In Höhenberg (Standort) | Bildstock | Kleines Satteldachhäuschen, zweite Hälfte 19. Jahrhundert | D-2-71-153-41 | BW   |

### Iggstetten
| Lage                    | Objekt                           | Beschreibung | Akten-Nr.     | Bild |
| ----------------------- | -------------------------------- | --- | ------------- | ---- |
| Iggstetten 5 (Standort) | Wohnstallhaus eines Vierseithofs | Zweigeschossiger Satteldachbau mit Kniestock und Traufschrot, im Kern 18. Jahrhundert, Dach Ende 19. Jahrhundert; Hoftor, hölzernes Gittertor, 19. Jahrhundert | D-2-71-153-42 | BW   |
| Iggstetten 9 (Standort) | Waldlerhaus                      | Erdgeschossiger Blockbau mit Flachsatteldach, hohem Kniestock und Giebelschrot, zweite Hälfte 19. Jahrhundert, Dach später aufgesteilt                         | D-2-71-153-43 | BW   |

### Loh
| Lage             | Objekt                                      | Beschreibung                                                                                          | Akten-Nr.     | Bild |
| ---------------- | ------------------------------------------- | --- | ------------- | ---- |
| Loh 2 (Standort) | Wohnstallhaus                               | Flachsatteldachbau mit Blockbau-Obergeschoss und zwei Giebelschroten, Ende 18. Jahrhundert            | D-2-71-153-44 | BW   |
| Loh 3 (Standort) | Wohnstallhaus eines ehemaligen Vierseithofs | Flachsatteldachbau mit verputztem Blockbau-Obergeschoss und zwei Giebelschroten, Ende 18. Jahrhundert | D-2-71-153-45 | BW   |

### Mitterndorf
| Lage                             | Objekt                   | Beschreibung | Akten-Nr.     | Bild                     |
| -------------------------------- | ------------------------ | --- | ------------- | ------------------------ |
| Engelsbergerstraße 9 (Standort)  | Ehemaliges Wohnstallhaus | Flachsatteldachbau mit Blockbau-Obergeschoss und Giebelschrot, bezeichnet „1844“                                                                       | D-2-71-153-47 | Ehemaliges Wohnstallhaus |
| Engelsbergerstraße 12 (Standort) | Gedenkkreuz              | Gusseisernes Kreuz auf Steinsockel mit Inschrifttafel, zur Erinnerung an die Gefallenen des deutsch-französischen Kriegs 1870/71, Ende 19. Jahrhundert | D-2-71-153-84 | Gedenkkreuz              |
| Schulweg 2 (Standort)            | Ehemaliges Wohnstallhaus | Flachsatteldachbau mit Blockbau-Obergeschoss, Giebel- und Traufseitschrot, erste Hälfte 19. Jahrhundert                                                | D-2-71-153-48 | Ehemaliges Wohnstallhaus |
| Bruckacker (Standort)            | Bildstock                | Kleiner Satteldachbau mit Putzgliederung und Stifterinschrift, um 1830; mit Ausstattung                                                                | D-2-71-153-49 | Bildstock                |

### Neßlbach
| Lage                              | Objekt                                     | Beschreibung | Akten-Nr.     | Bild                                       |
| --------------------------------- | ------------------------------------------ | --- | ------------- | ------------------------------------------ |
| Deggendorfer Straße 12 (Standort) | Ehemaliger Pfarrhof                        | Barocker zweigeschossiger Halbwalmdachbau mit farbiger Putzgliederung, zweite Hälfte 18. Jahrhundert                                             | D-2-71-153-52 | BW                                         |
| Deggendorfer Straße 14 (Standort) | Katholische Pfarrkirche St. Peter und Paul | Barocker Saalraum mit südseitigem Kuppelhelmturm, 1721–25, verlängert 1890; mit Ausstattung; Friedhofsmauer, aus Naturstein, 18./19. Jahrhundert | D-2-71-153-50 | Katholische Pfarrkirche St. Peter und Paul |
| Deggendorfer Straße 17 (Standort) | Ehemaliges Schulhaus                       | Zweigeschossiger Traufseitbau mit Satteldach und Putzgliederung, um 1860                                                                         | D-2-71-153-53 | Ehemaliges Schulhaus                       |
| Fraunhoferstraße (Standort)       | Kriegerdenkmal                             | Löwe auf Granitsockel, bezeichnet mit „1920“ | D-2-71-153-54 | Kriegerdenkmal                             |

### Reckendorf
| Lage                    | Objekt                   | Beschreibung | Akten-Nr.     | Bild |
| ----------------------- | ------------------------ | --- | ------------- | ---- |
| Reckendorf 1 (Standort) | Ehemaliges Wohnstallhaus | Zweigeschossiger giebelgeteilter Blockbau mit Frackdach, dreiseitig umlaufendem Schrot und Hochschrot, bezeichnet mit „1782“ | D-2-71-153-56 | BW   |
| Egelseefeld (Standort)  | Feldkapelle              | Satteldachbau mit Putzgliederung, bezeichnet mit „1882“; mit Ausstattung                                                     | D-2-71-153-57 | BW   |

### Sattling
| Lage                | Objekt      | Beschreibung                                                                                | Akten-Nr.     | Bild |
| ------------------- | ----------- | ------------------------------------------------------------------------------------------- | ------------- | ---- |
| Weinberg (Standort) | Waldkapelle | Kleiner Satteldachbau mit Putzgliederung und Vorhalle, 18./19. Jahrhundert; mit Ausstattung | D-2-71-153-60 | BW   |

### Schmierlsberg
| Lage                       | Objekt     | Beschreibung                                                          | Akten-Nr.     | Bild |
| -------------------------- | ---------- | --------------------------------------------------------------------- | ------------- | ---- |
| Schmierlsberg 1 (Standort) | Wegkapelle | Offener Satteldachbau mit Totenbrettern, erste Hälfte 19. Jahrhundert | D-2-71-153-61 | BW   |

## Abgegangene Baudenkmäler
In diesem Abschnitt sind Objekte aufgeführt, die früher einmal in der Denkmalliste eingetragen waren, jetzt aber nicht mehr existieren, z. B. weil sie abgebrochen wurden. Aktennummern in diesem Abschnitt sind ehemalige, jetzt nicht mehr gültige Aktennummern.

| Lage                          | Objekt | Beschreibung                                                                               | Akten-Nr.     | Bild |
| ----------------------------- | ------ | ------------------------------------------------------------------------------------------ | ------------- | ---- |
| Winzer Pledlstraße (Standort) | Portal | Steinernes Renaissance-Säulenportal mit Wappen, bezeichnet „1569“, von der ehemaligen Burg | D-2-71-153-23 | BW   |